# Peter Wolf (Kameramann)
Peter Sych Wolf (* 25. Januar 1945 in Birmingham, England als Peter Wolf Wechsberg) ist ein gehörloser US-amerikanischer Schauspieler, Kameramann, Regisseur und Produzent. Er ist  als Dozent für American Sign Language an der California Lutheran University tätig.

## Leben
Nach dem Krieg zogen Wolfs Eltern, Reneé Lawrence, ehemaliges Mitglied des Royal Ballet und Max Wechsberg, ein Überlebender des Konzentrationslagers Auschwitz, mit ihrem von Geburt an gehörlosen Sohn in die USA um seine Bildungschancen zu verbessern.
Wolf besuchte die New York School for the Deaf, absolvierte die Gallaudet University und besuchte die University of Southern California. Nachdem er zwei Jahre lang mit dem National Theatre of the Deaf auf Tournee war gründete er später, mit der Hilfe des damaligen Gouverneurs Ronald Reagan für den Fernsehsender KRON in San Francisco eine tägliche Nachrichtensendung namens NewSign 4. Im Rahmen der Sendung arbeitete er als Reporter vor Ort und Ansager, hierbei gebärdete er seinen Text.
Später wechselte Wolf in die Filmindustrie, wo er als Schauspieler, Kameramann, Regisseur und Produzent arbeitete. Seinen ersten abendfüllenden Spielfilm drehte er 1975 unter dem Titel Deafula. Der Schwerpunkt seiner Tätigkeit liegt auf Filmen für Hörende. Hierbei ist er regelmäßig auch für die Tontechnik verantwortlich.
Wolf ist Gründer und Eigentümer des Filmstudios SignScope, LLC, in Camarillo. Er ist verheiratet und hat drei Enkel.

## Filmografie (Auszüge)

### Kamera
- 1975: Think Me Nothing
- 1985: Survival
- 1988: Evil Altar
- 1989: Devil Rider
- 1989: Terror in Beverly Hills

### Regie
- 1975: Think Me Nothing
- 1975: Deafula
- 1998: I Love You, But

### Schauspieler
- 1975: Think Me Nothing (Paul)
- 1975: Deafula
- 1981: "Barney Miller" (Stormy Weather als Tiano)
- 1991: Prime Target (Trucker)

## Dokumentationen über Peter Wolf
- Der Kameramann – Peter Wolf – Director of Photography in Hollywood, Sehen statt Hören, Samstag, 21. August 2010 (pdf; 37 kB)